# Coincidenza
La coincidenza (termine derivato da «con» e dal latino «incidere», «cadere insieme») è un fatto accidentale e casuale: oltre ad essere a congiunzione di un evento ad altri, deve avvenire in maniera accidentale e inaspettata. Qualora le suddette condizioni vengano meno, l'evento è una singola entità.

## Aspetto statistico
- Dal punto di vista statistico, le coincidenze risultano inevitabili e meno casuali di quanto appaiono all'intuito. Per esempio, nel paradosso del compleanno la probabilità che 2 persone abbiano in comune la data di nascita raggiunge il 50% in gruppo di appena 23 individui.

## Altri utilizzi del termine
- A livello scientifico, la parola ha un significato più letterale: viene infatti definita "coincidenza" l'incontro tra 2 raggi luminosi in uno stesso punto, allo stesso tempo, della medesima superficie.
- In matematica, la coincidenza non prova una relazione casuale e ne richiede una: l'indice apposito può essere usato per analizzare l'eventuale collegamento di 2 eventi, limitandosi a descrivere la possibilità.
- In ambito ferroviario la coincidenza è una corrispondenza tra treni a comporto non nullo.
- In termini filosofico-psicologici, una sottile capacità neurologico-sincronica tale da far "coincidere" (Jung) più eventi (date, nomi o luoghi) in una connessione somigliante se non inspiegabilmente identica, in modo da suscitare, a livello inconscio, la superstizione in un ordine soprannaturale o una forte perplessità circa la casuale assurdità della sorte.[2]

## Nella cultura di massa
Dal punto di vista del folklore, le coincidenze vengono sovente ricondotte ad una componente mistica oppure leggendaria. In realtà, se analizzate con metodo scientifico, esse non presentano collegamenti inattesi o comunque non preventivabili. A titolo d'esempio, è possibile riportare due casi:
- Club 27: i casi di decesso di numerosi artisti, principalmente musicali, all'età di 27 anni sono riconducibili a motivi quali abuso di sostanze stupefacenti, stato di salute compromesso oppure suicidio.[4]
- Leggenda sulle coincidenze Lincoln-Kennedy: come dimostrato dalla legge dei grandi numeri, è possibile indicare coincidenze riguardanti anche due personaggi storici casuali[5].

In senso più ampio, alle coincidenze sono talvolta legati i cosiddetti "corsi e ricorsi", specialmente in ambito culturale o storico.

### Storia
| Thomas Jefferson in un ritratto di Rembrandt | John Adams in un ritratto di Gilbert Stuart |
| -------------------------------------------- | ------------------------------------------- |

Nella storia si sono verificate diverse coincidenze diventate famose:
- Le vite di Barbara Forrest e Mary Ashford, nate nel villaggio di Erdington, ebbero molti fatti in comune, tra cui il loro giorno di nascita, il loro giorno di morte a 157 anni di distanza l'una dall'altra e due rispettivi assassini con lo stesso cognome[9].

- Il figlio del presidente Abraham Lincoln, Robert Todd Lincoln, un giorno rischiò la vita e venne salvato dall'attore Edwin Booth, il fratello di John Wilkes Booth, il quale uccise Abraham Lincoln due mesi dopo[10].

- I presidenti Thomas Jefferson e John Adams morirono nello stesso giorno, il 4 luglio 1826, esattamente 50 anni dopo la ratifica della Dichiarazione d’Indipendenza che entrambi avevano contribuito a redigere seppur avversari politici[11].
- Nel 1975 Erskine Lawrence Ebbin morì a 17 anni a bordo della sua moto dopo essere stato investito da un taxi, lo stesso il quale aveva investito un anno prima suo fratello quando aveva anche egli 17 anni[12].
- Nel 1979 due gemelli dell'Ohio si sono riuniti all'età di 39 anni, dopo essere stati separati alla nascita, e sono stati protagonisti di diverse coincidenze. Entrambi avevano amati cani d'infanzia di nome Toy e, da scolari, entrambi avevano una propensione per la matematica e la lavorazione del legno. Entrambi si erano sposati due volte. La prima volta hanno sposato donne di nome Linda, la seconda volta donne di nome Betty. Entrambi hanno avuto un figlio e hanno dato al loro rispettivo bambino lo stesso nome, James Alan. Entrambi erano forti fumatori, guidavano la stessa macchina (una Chevrolet), svolgevano lavori simili nel campo della sicurezza e hanno fatto una vacanza nella stessa spiaggia della Florida[13][14][15][16].
- Jack Kilby e Robert Noyce furono due ingegneri elettrici che alla fine degli anni '50, lavorando separatamente, inventarono il circuito integrato a soli sei mesi di distanza l'uno dall'altro. All'inizio l'uno non era a conoscenza dell'invenzione dell'altro[17][18].
- Il corpo di Tamerlano (condottiero mongolo che tra il 1370 e il 1405 conquistò larga parte dell'Asia centrale e occidentale) fu esumato dalla sua tomba nel Mausoleo Gur-e Amir a Samarcanda nel 1941 dall'antropologo russo Mikhail M. Gerasimov. È diffusissima tradizione che fosse stata scagliata una maledizione contro chi avesse violato la tomba. A tale "violazione" della tomba da parte dei russi seguì, secondo un'interpretazione para-storica delle coincidenze, una tragedia: l'apertura avvenne il 19 giugno 1941, e tre giorni più tardi i nazisti scatenarono l'Operazione Barbarossa, ovvero l'invasione tedesca dell'Unione Sovietica. La sorte volle tuttavia che poco dopo che lo scheletro di Tamerlano fosse sepolto di nuovo secondo il rito musulmano dell'inumazione nel novembre 1942, avvenisse la resa dei nazisti a Stalingrado (febbraio 1943)[19][20][21].
- Sono presenti delle coincidenze legate al numero 129 nelle vite di Napoleone ed Adolf Hitler: Napoleone nacque nel 1760, Hitler nel 1889; Napoleone salì al potere nel 1804, Hitler nel 1933; Napoleone andò a Vienna nel 1812, Hitler nel 1941; Napoleone perse la guerra nel 1816, Hitler nel 1945.[22][23][24].
- Re Umberto I mentre cenava in un ristorante vide che il proprietario gli somigliava molto fisicamente, inoltre erano nati nella stessa città, nello stesso anno e nello stesso giorno, entrambi sposi di una donna di nome Margherita e tutti e due con un figlio di nome Vittorio. Il ristoratore aveva aperto il suo locale lo stesso giorno dell’incoronazione del re e morì lo stesso giorno in cui Umberto fu assassinato[25][26][27][28].
- Dmitri Mendeleev e Lothar Meyer a distanza di un anno misero a punto il sistema periodico e furono all'oscuro l'uno del lavoro identico dell'altro[29][30][31].
- Nel 1974 Anthony Hopkins recitò nel film "The Girl from Petrovka", basato sul libro di George Feifer. Non molto tempo dopo aver firmato l'ingaggio per il film, Hopkins andò a Londra per cercare una copia del libro. Dopo aver esplorato diverse librerie, tuttavia, non riuscì a trovarla. Poco dopo in una fermata di Leicester Square vide una copia del libro cercato abbandonata su una panchina. Due anni dopo l'attore incontrò George Feifer durante le riprese che gli disse di aver perso una copia del libro proprio a Londra. Si scoprì poi che tale copia era la stessa trovata da Hopkins[32][33].
- JG e Patrick Tierney, padre e figlio, sono morti lo stesso giorno, a 14 anni di distanza, mentre lavoravano alla diga di Hoover[34][35].
- Il 22 maggio del 1975 i gemelli John e Arthur Mowforth morirono entrambi per un attacco di cuore[36][34].
- Nel 1920 tre inglesi si incontrarono su un treno in Perù. Il primo si chiamava Bingham, il secondo Powell, e il terzo Bingham-Powell[37].
- Il primo soldato britannico ucciso nella Seconda Guerra Mondiale è sepolto a pochi metri dall’ultimo soldato britannico ucciso durante tale guerra. Questo collocamento non è stato intenzionale[38][39][40][41].
- Nel 1930 Joseph Figlock salvò un bambino caduto da una finestra. Lo stesso giorno, l’anno seguente, Figlock salvò lo stesso bambino che cadde dalla finestra nello stesso punto[42][43].
- Nel videogioco del 2000 Deus Ex (ambientato nel 2052) New York City non contiene le Torri Gemelle. Il motivo che gli sviluppatori hanno fornito, se qualcuno glielo chiedeva, era che erano stati distrutti dai terroristi: "Abbiamo appena detto che anche le Torri erano state distrutte, e questo era molto prima dell'11 settembre... anni. È un po' strano"[44][45].
- Il numero di targa dell’auto sulla quale fu assassinato Francesco Ferdinando d’Austria era A III118. La fine ufficiale della prima guerra mondiale fu l’11/11/18[46][47].
- Il 9 novembre sono successi diversi fatti storici in Germania: esecuzione di Robert Blum, inizio della Repubblica di Weimar, Putsch di Monaco, fondazione delle SS, notte dei cristalli, caduta del muro di Berlino[48][49][50][51][52].
- Il 18 agosto 1913 al Casinò di Monte Carlo 26 giri di roulette caddero sul nero. Le probabilità che ciò accada sono una su 66,6 milioni[53][54].
- Nel settembre 2022 Shari Ritchkin e Tammy Hollowa (due pilote statunitensi) dopo essersi incrociate per anni sul posto di lavoro hanno scoperto di essere sorelle[55][56][57].

### Cinema, libri e serie TV
È capitato che opere letterarie e cinematografiche abbiano descritto eventi immaginari che, per casualità e coincidenza, si sono avverati del tutto o in parte. Ad esempio:
- Nel film 2001: Odissea nello spazio del 1968, si vede la figlia del protagonista chiedere un telefono come regalo e delle videochiamate tramite uno strumento simile ad un tablet, previsioni tecnologiche futuristiche poi realmente avvenute[61].
- L'episodio del 1975 Playback della serie TV Colombo e il film Electric Dreams del 1984 prevedono futuristiche case munite di domotica[61][62][63].
- Nella serie cinematografica Ritorno al futuro degli anni '80 vengono utilizzate invenzioni previste per il futuro che sono state poi realizzate realmente negli anni successivi[64][65][66].
- La serie TV I Simpson contiene episodi in cui si verificano fatti previsti per il futuro che poi si sono realmente avverati come l'elezione a Presidente degli Stati Uniti di Donald Trump[67][68][69].
- Wargames - Giochi di guerra del 1983 prevede delle guerre cibernetiche in un futuro con internet veloce, fatti poi effettivamente avvenuti[61].
- Il romanzo Abisso di Dean Koontz del 1981 è divenuto fonte di discussione in seguito alla pandemia di COVID-19 iniziata a Wuhan, Cina nel 2019. Il libro racconta che in tutto il mondo si sarebbe diffuso un virus chiamato "Wuhan-400" (nella prima edizione chiamato "Gorki-400", modificato nel 1989) creato in un laboratorio dell'omonima città cinese per essere usato come arma biologica. Questa coincidenza ha dato inizio a svariate teorie del complotto[70][71].
- Il film del 1990 Atto di forza prevede un mondo futuristico con aeroporti muniti di scanner del corpo[61].
- Nel 1993 il film Super Mario Bros. mostrò un futuristico attacco alle Torri Gemelle, poi realmente avvenuto nel 2001[61][72].
- Il film Il rompiscatole aveva predetto nel 1996 la possibilità di giocare a Mortal Kombat con qualcuno in Vietnam, ovvero il futuro multiplayer delle piattaforme di videogiochi[61][73].

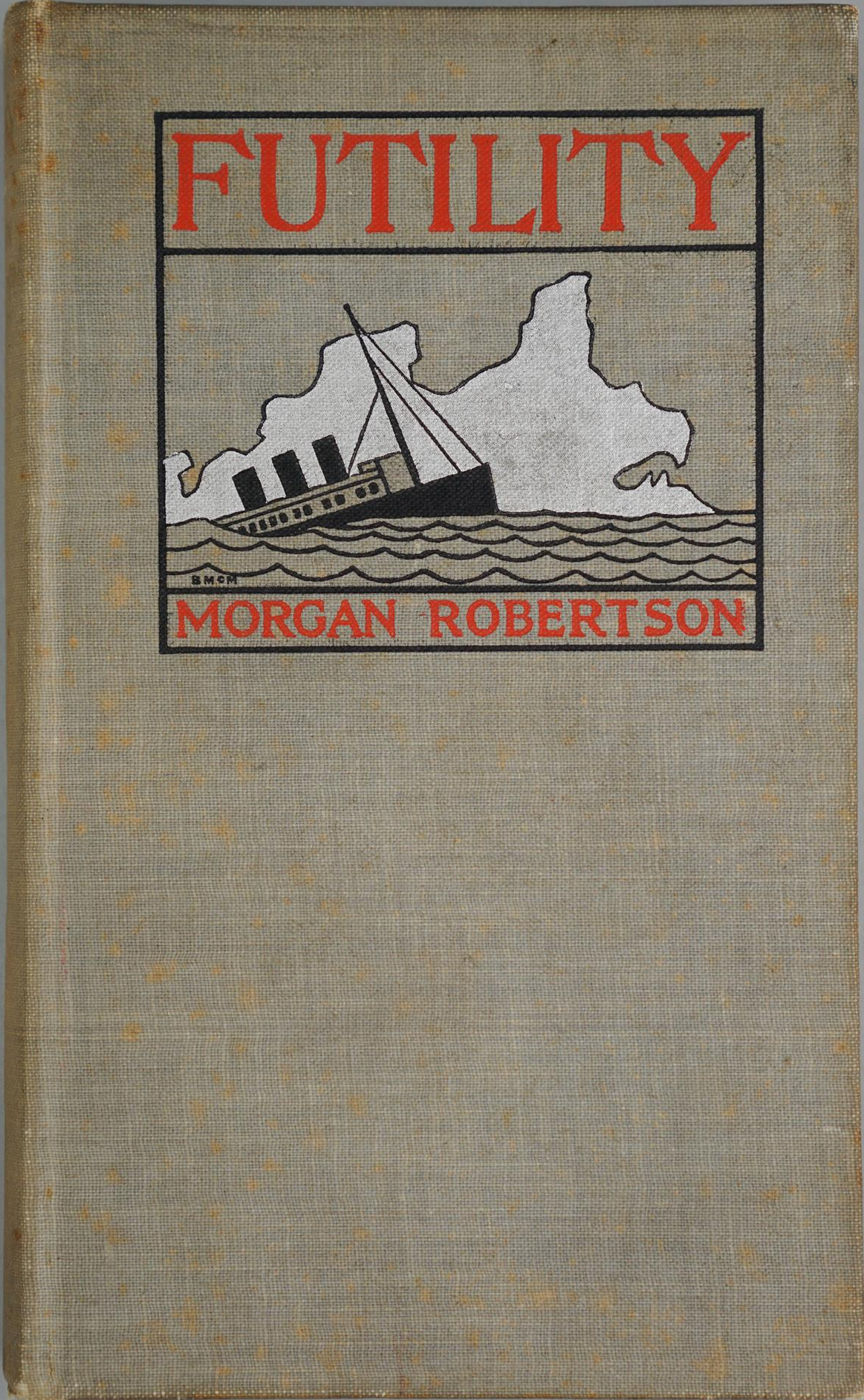
The Wreck of the Titan: Or, Futility di Morgan Robertson

- Nel 2002 il film Minority Report prevedeva un mondo dove i cartelli pubblicitari cambiavano a seconda della persona che ci passava davanti, ovvero ciò che anni dopo successe con i banner pubblicitari dei siti internet, che registrano i dati degli utenti per proporre loro differenti prodotti a seconda dei gusti di chi li visualizza[61]. Appaiono inoltre predizioni futuristiche anch'esse in seguito realizzate realmente come interfacce multi-touch, riconoscimento facciale, auto con guida autonoma e algoritmi che prevedono i reati prima che vengano commessi. L'Università Carnegie Mellon ha messo a punto infatti nel 2016 il software predittivo CrimeScan che utilizza una serie di algoritmi per indagare sui crimini[74][75][76].
- 14 anni prima dell'affondamento del Titanic, lo scrittore Morgan Robertson parlò nel suo libro The Wreck of the Titan: Or, Futility del naufragio di una nave chiamata "Titan". Anche la nave della storia non aveva abbastanza scialuppe per tutti i passeggeri ed era ambientata nell'Atlantico del Nord[77].
- Edgar Allan Poe scrisse di un naufragio e di un atto di cannibalismo di un certo Richard Parker. 46 anni dopo ciò avvenne realmente, con protagonista dl fatto un uomo di nome Richard Parker[78].